# سيلفيو أكينو
سيلفيو أكينو (بالإسبانية: Silvio Aquino) (30 يونيو 1949 في السلفادور - ) هو لاعب كرة قدم سلفادوري في مركز الوسط، شارك في كأس العالم 1982. وشارك مع منتخب السلفادور لكرة القدم. أما مع النوادي، فقد لعب مع نادي أليانزا ‏.

## وصلات خارجية
- سيلفيو أكينو على موقع الاتحاد الدولي (مؤرشف)  (الإنجليزية)
- سيلفيو أكينو على موقع قاعدة بيانات كرة القدم.إي يو (الإنجليزية)
- سيلفيو أكينو على موقع Soccerway.com (الإنجليزية)
- سيلفيو أكينو على موقع عالم كرة القدم.نت (الإنجليزية)